# 绒毛山茉莉
绒毛山茉莉（学名：Huodendron tomentosum），为安息香科山茉莉属下的一个植物种。